# Chapelle-lez-Herlaimont
Chapelle-lez-Herlaimont (valonă El Tchapele) este o comună francofonă din regiunea Valonia din Belgia. Comuna Chapelle-lez-Herlaimont este formată din localitățile Chapelle-lez-Herlaimont, Godarville și Piéton. Suprafața sa totală este de 18,10 km². La 1 ianuarie 2008 avea o populație totală de 14.164 locuitori.
Comuna Chapelle-lez-Herlaimont se învecinează cu comunele Anderlues, Courcelles, Fontaine-l'Evêque, Manage, Morlanwelz și Seneffe.